# 李遠康
李遠康是香港上市公司翠華控股有限公司主要股東，自幼家境清貧，11歲那年他由媽媽帶到上環海安冰室見工做「外賣仔」，分別做過侍應、水吧、餅房、廚房等多個崗位，最終成為上市公司主席，其發跡過程是一個典型的勵志故事。
1989年，翠華餐廳老闆蔡創波一家移民，李遠康等夥計以二十幾萬港幣接手經營，其後翠華愈做愈大，於香港、中國內地、澳門及新加坡經營多個品牌及多間分店。目前李氏所持的翠華餐廳股份自置舖位及馬鞍山豪宅等，其資產曾經有數億港幣。
李遠康接手翠華餐廳後，隨即分階段為翠華引進多項改革，包括改以一式3份的「手寫單」取代「口頭單」，使落單、收錢的過程更準確；聘用女侍應，為茶餐廳的樓面引進朝氣；禁止員工於工作時間抽煙；為員工提供在職培訓及制服等，又引入不少西餐菜式及東南亞風味食品，堅持走高檔路線，顛覆了人們對茶餐廳「不求質量，但求填飽肚」的印象。

## 家庭
李遠康育有2女1子，女兒李易舫為翠華控股有限公司策劃部經理兼執行董事，而兒子李堃綸為翠華控股有限公司執行董事兼行政總裁。

## 學歷丶專業資格
李氏於2004年12月修畢香港食物環境衞生署舉辦的衛生督導員訓練課程。並於2010年11月取得中國中山大學工商管理碩士學位